# Storia di Cristo
Storia di Cristo è un saggio dello scrittore italiano Giovanni Papini.

## Genesi dell'opera
(Raffaele De Grada, in Bompiani 1964: vol. II pag. 477.)
La Storia di Cristo fu pubblicata nel 1921. Rispetto all'autobiografia uscita otto anni prima (Un uomo finito), Papini è profondamente cambiato. Dopo la prima guerra mondiale ha attraversato un percorso di conversione che lo ha portato a scoprire il cristianesimo. Per rapportarsi con Cristo decide di scriverne la storia. Pur essendo rigorosamente fondata sulle testimonianze scritte, e soprattutto sui Vangeli (canonici e apocrifi), la Storia di Cristo non è un saggio accademico, ma è piuttosto il frutto di una profonda ricerca interiore, mistica, che va al di là di metodi e sistemi. Quindi l'opera fa parte del percorso di conversione dello scrittore.

## Descrizione
L'opera narra la vita di Gesù dalla nascita all'ascensione al fine di invocarne la grazia verso l'umanità corrotta. Secondo Papini «nessun tempo fu, come questo, tanto diviso da Cristo e così bisognoso di Cristo. Ma per ritrovarlo non bastano i vecchi libri» che «esalano quasi tutti un non so che di mucido e stantio che respinge, fin dalle prime pagine, il lettore avvezzo a più delicati e sostanziali pasti.» Quello che Papini intende scrivere è, nelle sue stesse parole «un libro vivo, che renda più vivo Cristo, il sempre vivente, con amorosa vivezza, agli occhi dei vivi. Che lo faccia sentir presente, d'una eterna presenza, ai presenti. Che lo raffiguri in tutta la sua vivente e presente grandezza – perenne epperciò anche attuale – a quelli che l'hanno vilipeso e rifiutato, a coloro che non lo amano perché non hanno mai veduto la sua vera faccia.»
La Storia di Cristo è una riscrittura, quasi una parafrasi dei Vangeli. Nonostante il soggetto sia universalmente conosciuto, è tuttavia un'opera letteraria originale: nel libro si trovano riferimenti alla prima guerra mondiale e alle avanguardie artistiche. Il Cristo è presentato da Papini come un ribelle, un rovesciatore, colui che infrange convenzioni sociali e culturali cristallizzate per annunciare la legge dell'Amore.
Scopo ultimo del libro è mostrare che il Gesù vero è proprio quello dei Vangeli. Il Gesù creduto  è anche il Gesù storico.

## Lingua e stile
Nonostante l'opera sia saldamente fondata sulle fonti documentarie, l'aspetto letterario della narrazione risulta preminente: «Ho fatto opera d'artista, di poeta, non di storico o di teologo.» (G. Papini, Op. Om., V, p. 657)
Lo stile dominante è la prosa. Ma in alcune parti l'opera è fortemente lirica; del resto Papini (nel capitolo Non segreto: poeta) riconosce a Cristo le qualità di poeta, in quanto capace di «comunicare le verità più alte per mezzo di racconti tanto semplici, familiari, pieni di grazia, che dopo venti secoli splendono di quell'unica giovinezza ch'è l'eternità» (Storia di Cristo, pag. 167).
L'uso di un linguaggio crudo e a tratti rabbioso, eredità della letteratura delle avanguardie, è per Papini un mezzo per svegliare la coscienza assopita dei suoi contemporanei, «per vedere se l'anime d'oggi, avvezze ai pimenti dell'errore, potessero svegliarsi ai colpi della verità» (Storia di Cristo, pag. xxi).
Il tono dell'opera si accende particolarmente nella descrizione del processo e della condanna di Gesù. Duro è il giudizio sulla condotta del Sinedrio e del sommo sacerdote Caifa, descritto come un uomo che «non dà fede alle apocalissi e d'altro non si cura che dei proventi e degli onori del Tempio». Giuda, Caifa e Pilato sono ugualmente colpevoli e nell'episodio dell'annuncio della passione (Soffrirò molte cose) sono definiti «complici» della morte di Gesù. Pilato in particolare, nonostante un'iniziale benevolenza, diviene oggetto della dura reprimenda di Papini, che gli rimprovera di avere «a forza di stratagemmi, di rinvii, d'indolenti interrogazioni, di mezzi termini e mezze misure, di titubanze, di risoluzioni maldestre e ringoiate, di mosse mal eseguite» voltato le spalle alla Verità.
La narrazione si sofferma poi sulla descrizione della sofferenza e delle torture inflitte a Gesù, alle quali Papini dedica ben otto capitoli pieni di un efficace realismo. Il tono si stempera nella preghiera finale, in cui Papini esprime la sua fede con parole commosse: «Abbiamo bisogno di te, di te solo, e di nessun altro. Tu solamente, che ci ami, puoi sentire per tutti noi che soffriamo, la pietà che ciascuno di noi sente per se stesso… Ma noi, gli ultimi, ti aspettiamo. Ti aspetteremo ogni giorno, a dispetto della nostra indegnità e d’ogni impossibile. E tutto l'amore che potremo torchiare dai nostri cuori devastati sarà per te, Crocifisso, che fosti tormentato per amor nostro e ora ci tormenti con tutta la potenza del tuo implacabile amore.»
La Storia di Cristo è un'opera fortemente innovativa nel panorama letterario italiano. Fino ad allora, infatti, i Vangeli erano stati rappresentati soprattutto nelle arti figurative. L'unico precedente in letteratura erano i Racconti biblici e le Meditazioni sui Vangeli di Niccolò Tommaseo (1867). Ciò testimonia l'originalità dell'operazione papiniana.

## Pubblicazione e traduzioni
La Storia di Cristo si rivelò un grandissimo successo editoriale e diede a Papini una fama mondiale. Solo in Italia in un mese se ne stamparono tre edizioni di duemila copie ciascuna e l'opera vendette ben 70 000 copie.
Già tradotta in molte lingue europee, la Storia di Cristo divenne un best seller internazionale nel 1923, quando fu tradotta in inglese in due diverse versioni, una per il mercato britannico e l'altra per quello americano. Negli Stati Uniti, l'opera ottenne un enorme successo di pubblico e di critica e vendette circa 200 000 copie restando in cima alle classifiche dei best seller di saggistica per tre anni consecutivi. Venne tradotta in 23 lingue, tra le quali lo svedese, il finlandese, il francese, il greco moderno, il polacco, il portoghese, lo spagnolo e il romeno.

## Influenza culturale
Il libro è stato inserito nel saggio 1001 libri da leggere prima di morire a cura di Peter Boxall. Nella prefazione al suo libro Gesù di Nazareth, Papa Benedetto XVI ha definito la Storia di Cristo uno dei «libri più entusiasmanti» che siano mai stati scritti sulla figura di Gesù.
Secondo il giornalista del New York Times Stephen Prothero Mel Gibson si sarebbe ispirato alla Storia di Cristo di Papini per il suo film  La passione di Cristo. Secondo Prothero, «Gibson e Papini hanno molto in comune. (...) Entrambi sono cattolici tradizionalisti approdati ad un'intensa fede in età matura (...). Ognuno presenta il suo Gesù con la gioia e talvolta il fanatismo di un neofita. A differenza della Passione di Cristo di Gibson, che si limita a raccontare le ultime 12 ore della vita di Gesù, il volume di Papini copre l'intera storia. Ma il libro tende inesorabilmente verso il processo e la croce, dove i farisei si trasformano in serpenti (Pharisaical vipers) e la violenza si scatena incontrollabile. Il Gesù di Papini è indiscutibilmente divino, ma è anche intrappolato nella tomba del corpo. Così è anche Gesù di Gibson: un Servo Sofferente che soffre le torture per noi, espira il suo ultimo respiro per noi e ci viene incontro nella presenza reale dell'Eucaristia.»

## Edizioni
- Giovanni Papini, La Storia di Cristo, Firenze, Vallecchi, 1921 (nuove edizioni rivedute: 1922; 1925; 2007).
- (FR)  Giovanni Papini, Histoire du Christ. Traduit de l'italien par Paul-Henri Michel. Paris, Payot & Cie, 1922. Réédité par les Éditions De Fallois, L'Âge d'Homme (2010), traduit de l'italien par Gérard Genot, préface de François Livi, Professeur à la Sorbonne.
- (NL)  Giovanni Papini, De Christus (Storia di Cristo), uit het Italiaans vertaald door Ir. J.J. Weve, 's-Hertogenbosch: Teulings' Uitgevers-Maatschappij, 1922.
- (PL)  Jan Papini, Dzieje Chrystusa; przeł. Wincenty Rzymowski, Warszawa; Kraków: Wydawnictwo J. Mortkowicza, 1922.
- (ES)  Giovanni Papini, Historia de Cristo, Madrid, Editorial Voluntad (vol. 2),1922; Giovanni Papini Historia de Christo, Ediciones Fax, Madrid, 1932; Giovanni Papini, Historia de Christo, Editorial El Ombu, Buenos Aires, 1933; Giovanni Papini, Jesús de Nazaret. Historia de Cristo, ABC S.L., Madrid, 2004; Giovanni Papini, Historia de Cristo, Prólogo de Victoriano Capánaga, Editorial Porrúa, Mexico City, 2004.
- (EN)  Giovanni Papini, The Story of Christ. London: Hodder and Stoughton, 1923 [Rep. as Life of Christ. New York: Harcourt, Brace and Co., 1923].
- (DE)  Giovanni Papini, Lebensgeschichte Christi, trad. Max Schwarz (München: Allgemeine Verlagsanstalt, 1923); ripubblicato con il titolo Das Leben des Herrn, München, Kösel-Verlag, 1951.
- (DA)  Giovanni Papini: Kristi Livs historie. Oversat af Knud Ferlov. (P. Haase og søns forlag. 1923).
- (FI)  Giovanni Papini, Kristuksen historia, suom. Valfrid Hedman, Karisto, 1924, 2. painos 1989.
- (PT)  Giovanni Papini, História de Christo, S. Paulo, A. Tisi e C., 1924; Giovanni Papini, História de Cristo, tradução do Padre Lindolpho Esteves, Companhia Editora Nacional, S. Paulo, 1929; Giovanni Papini, História de Cristo. Trad. de Francisco Costa, Lisboa, Dois mundos, 1949.
- (HU)  Giovanni Papini, Krisztus története, pref. Lajos Fülep, Athenaeum, Budapest, 1925.
- (SV)  Giovanni Papini, Kristi historia. Övs. fr. ital. av Hugo Wachtmeister, Stockholm : Bonnier, 1927.
- (RO)  Giovanni Papini, Viața lui Isus, tradusă de Alexandru Marcu, Editura "Cartea Românească", 1928 si editura "Ago-Temporis" Chișinău 1991.
- (HR)  Giovanni Papini: Povijest Kristova. Preveo dr. Fran Binički. Senj. 1936, Tisak Tipografije u Zagrebu.
- (SK)  Giovanni Papini, Život Krista. Trad. Mikuláš Pažítka, Ed. Spolok sv. Vojtecha, Trenčín, 1936.
- (EL)  Τζιοβάννι Παπίνι, Η ιστορία του Χριστού, Αθήναι : Δαρέμας Σ., [1965 ή 1966]  405σ. ; 25εκ.; Τζοβάννι Παπίνι, Ιστορία του Χριστού, μετάφραση: Βασ. Μουστάκη, Αστήρ, 2005.